# Ojcumiła Prabucka
Ojcumiła Zbigniewa Eugenia Prabucka z Kusztelanów, ps. Legenda (ur. 23 września 1875 w Poznaniu, zm. 29 października 1944) – polska działaczka społeczna i narodowa związana z Górnym Śląskiem, przewodnicząca Narodowej Organizacji Kobiet w Katowicach. 

## Życiorys
Ukończyła szkołę średnią prowadzoną przez Annę i Anastazję Danysz. Kontynuowała naukę w szkole Sióstr Urszulanek w Beaugency we Francji.                    
Angażowała się w działalność Towarzystwa „Warta” Anieli Tułodzieckiej. Była w nim sekretarzem, a później przewodniczącą. Należała do Towarzystwa Muzyczno-Śpiewaczego „Lutnia” i Towarzystwa św. Wincentego a Paulo. Zainicjowała powstanie Towarzystwa „Czwartki”, które skupiało wielkopolską inteligencję. Była kurierką między Zofią Sokolnicką a Romanem Dmowskim. Wstąpiła do Stowarzyszenia Zjednoczonych Ziemianek, którego została sekretarką. W 1912 była sekretarzem Towarzystwa Ziemianek okręgu witkowsko-gnieźnieńskiego.                                                                                                                                                                                                                                                
Podczas I wojny światowej została postawiona przed sądem z zarzutem obrazy cesarza Wilhelma II. Sprawa została umorzona. Podczas wojny w majątku Prabuckich Niemcy przeprowadzali częste rewizje.                                                                                                                                                                                                                                                
W 1918 była delegatką na Polski Sejm Dzielnicowy w Poznaniu. Działała w lokalnym Towarzystwie Polek. Była członkinią Polskiego Towarzystwa Gimnastycznego „Sokół”. Angażowała się w liczne wiece i spotkania przed plebiscytem na Górnym Śląsku. W okresie międzywojennym działała w wielu organizacjach społecznych. Należała do Związku Obrony Kresów Zachodnich, Ligi Przeciwalkoholowej, Związku dla Uchodźców oraz do katowickiego koła Związku Uczestników Powstania Wielkopolskiego na Górny Śląsk, Zagłębie Dąbrowskie i Krakowskie. Przewodniczyła Narodowej Organizacji Kobiet w Katowicach.  W 1926 kandydowała do Rady Miasta Katowic z listy nr 11 (Polskie Zjednoczenie Stronnictw Chrześcijańskich). Była także członkinią Centralnego Komitetu PZSCh. Po śmierci męża podjęła pracę w Wydziale Dobroczynności przy Urzędzie Wojewódzkim w Katowicach. Zasiadała w Wojewódzkiej Komisji Krajoznawczej i Komitecie Niesienia Pomocy Dzieciom.                                                                                                                                                                                                                                                                                                                                                                                                                                                                                                                                                                                                                                                                                                                                                 
W 1930 kandydowała do Sejmu Śląskiego z listy nr 12 (Katolickie Centrum Śląskie) w okręgu wyborczym nr II (Katowice). Zasiadała także w Głównym Komitecie Wyborczym Katolickiego Centrum Śląskiego. W obliczu wyborów parlamentarnych w 1930 podpisała odezwę wzywającą do głosowania na listę Katolickiego Bloku Ludowego. W 1930 należała do zarządu Katolickiego Towarzystwa Opieki nad Dziewczętami. W tym samym roku weszła w skład wojewódzkiego komitetu wykonawczego obchodów Święta 3 maja. W ramach niego przewodniczyła sekcji zbiórkowej. W 1932 była członkinią komitetu Towarzystwa Czytelni Ludowych w Katowicach. W 1937 była członkinią Zarządu Głównego Śląskiego Towarzystwa Ochrony Zwierząt.                                                                                                                                                                                                                                                                                                                                                                                                                                                                                                                                                                                                                                                                                                                                                
Zmarła 29 października 1944. Została pochowana na cmentarzu przy ul. Francuskiej w Katowicach.  

## Rodzina
Była córką Józefa Konstantego Kusztelana, działacza gospodarczego i społecznego, oraz Teodory z Michalskich. 20 czerwca 1907 wyszła za mąż za Tadeusza Prabuckiego (1865-1928), ziemianina i późniejszego uczestnika powstań śląskich. Mieli razem trzech synów: Tadeusza, Witolda i Zygmunta oraz córkę Janinę po mężu Todtleben.

## Ordery i odznaczenia
- Srebrny Krzyż Zasługi (11 stycznia 1928)[16]